# این خانه‌ای است که جک ساخت
«این خانه‌ای است که جک ساخت» (به انگلیسی: This Is the House That Jack Built) قافیه و ترجیع‌بند محبوب شعر کودکِ بریتانیا و شرح داستان کامل آن است. اشعار این شعر سرودهٔ آرن تامپسون است.

## شرح کوتاهی از شعر و داستان
این خانه‌ای است که جک ساخت، داستانی کلی را در قالب شعر محبوب کودکان بیان می‌کند که تا مدت‌ها به عنوان لالایی برای کودکان خوانده می‌شد. اسم داستان دربارهٔ «جک» و خانهٔ اوست، اما اشاراتی غیرمستقیم به چیزهای دیگر از جمله مردم دارد که نشان می‌دهد چطور به هم وابسته‌اند. راندولف کالدکوت، کار طراحی و مصورسازی آن را انجام داد و توسط ادموند ایوانز به بهترین شکل چاپ رنگی شد. هر جمله از داستان، یک مثال از یک ترجیع‌بند نسبی است که به شکل فزاینده عمیقاً تودرتو است، قافیه‌های آن به شکلی بسیار محبوب برای کودکان تنظیم شده، کوئنتین بلیک نشان داد که چگونه تصاویر ناب این اثر یک زاویهٔ تازه و طنز را برای کودکان فراهم می‌آورَد.

## ارجاعات
عنوان فیلم خانه‌ای که جک ساخت اثر لارس فون تریه به این اثر اشاره دارد.